# Swiss Ice Hockey Cup 2018/19
Der Swiss Ice Hockey Cup 2018/19 ist die 16. Austragung des nationalen Pokalwettbewerbs im Eishockey in der Schweiz und die fünfte Austragung seit 1972. Der Wettbewerb wird in einem k.-o.-System mit jeweils einer Partie pro Begegnung ausgetragen.

## Teilnehmer
Insgesamt nehmen 32 Mannschaften am Cup teil. Dies sind alle National League und zehn Swiss League Vereine, sowie zehn Teilnehmer aus den Amateurligen, die in mehreren Qualifikationsrunden ermittelt werden. 
| National League die 12 Vereine der Saison 2017/18 | Swiss League 10 der 11 Vereine der Saison 2017/18 | 10 Vereine aus der Qualifikation |
| HC Ambrì-Piotta (TI) SC Bern (BE) EHC Biel (BE) HC Davos (GR) HC Fribourg-Gottéron (FR) Genève-Servette HC (GE) EHC Kloten (ZH) SCL Tigers (BE) Lausanne HC (VD) HC Lugano (TI) EV Zug (ZG) ZSC Lions (ZH) | HC Ajoie (JU) HC La Chaux-de-Fonds (NE) GCK Lions (ZH) SC Langenthal (BE) EHC Olten (SO) SC Rapperswil-Jona Lakers (SG) HC Thurgau (TG) EHC Visp (VS) EHC Winterthur (ZH) EVZ Academy (ZG) | EHC Basel/KLH (BS) EHC Bülach (ZH) EHC Dübendorf (ZH) HC Düdingen Bulls (FR) Hockey Huttwil (BE) SC Rheintal (SG) HC Sierre (VS) Star Forward (VD) EHC Thun (BE) EHC Wiki-Münsingen (BE) |

## Sechzehntelfinal

### Modus
In der ersten Runde werden die Vereine innerhalb von geografischen Regionen einander zugelost. Die NL-Teams und die besten vier SL-Teams der letztjährigen Qualifikationsrunde sind gesetzt. Unterklassige haben Heimrecht, bei Gleichklassigkeit erhält die erstgezogene Mannschaft Heimvorteil.

### Einteilung
| West                         | Mitte                         | Ost                            | Setzung   |
| ---------------------------- | ----------------------------- | ------------------------------ | --------- |
| EHC Biel (NL)                | SC Bern (NL)                  | HC Ambrì-Piotta (NL)           | gesetzt   |
| HC La Chaux-de-Fonds (SL)    | SC Langenthal (SL)            | HC Davos (NL)                  | gesetzt   |
| HC Fribourg-Gottéron (NL)    | SCL Tigers (NL)               | EHC Kloten (SL)                | gesetzt   |
| Genève-Servette HC (NL)      | HC Lugano (NL)                | SC Rapperswil-Jona Lakers (NL) | gesetzt   |
| Lausanne HC (NL)             | EHC Olten (SL)                | EV Zug (NL)                    | gesetzt   |
|                              |                               | ZSC Lions (NL)                 | gesetzt   |
| HC Ajoie (SL)                | EHC Basel-Kleinhüningen (MSL) | EHC Bülach (MSL)               | ungesetzt |
| HC Düdingen Bulls (MSL)      | Hockey Huttwil (MSL)          | EHC Dübendorf (MSL)            | ungesetzt |
| HC Sierre (MSL)              | EHC Thun (MSL)                | GCK Lions (SL)                 | ungesetzt |
| Star Forward (MSL)           | EHC Wiki-Münsingen (MSL)      | SC Rheintal (1. Liga)          | ungesetzt |
| EHC Visp (SL)                | EVZ Academy (SL)              | HC Thurgau (SL)                | ungesetzt |
|                              |                               | EHC Winterthur (SL)            | ungesetzt |
| Quelle: swissicehockeycup.ch |                               |                                |           |

### Ansetzungen
Die Paarungen wurden am 8. Mai 2018 ausgelost. Die Begegnungen fanden am 18. und 19. September 2018 statt.
| 18. September 2018 19:30 Uhr | HC Düdingen Bulls | 0:3 (0:0, 0:2, 0:1) Spielbericht | HC La Chaux-de-Fonds T. Coffman (22:57) A. Miéville (23:57) D. Stämpfli (59:35) | Eisbahn Sense-See, Düdingen Zuschauer: 723 |

| 18. September 2018 19:45 Uhr | EHC Visp D. Kissel (4:21) A. Valenza (14:32) | 2:4 (2:1, 0:0, 0:3) Spielbericht | Genève-Servette HC J. Wick (15:02) D. Vukovic (43:13) C. Almond (50:05) T. Richard (59:45) | Litterna-Halle, Visp Zuschauer: 2.050 |

| 18. September 2018 19:45 Uhr | EHC Wiki-Münsingen | 0:6 (0:1, 0:1, 0:4) Spielbericht | SC Bern D. Grassi (8:02) G. Haas (32:26) M. Bieber (41:11) A. Berger (42:52) A. Berger (48:53) T. Scherwey (52:56) | Sportzentrum Sagibach, Wichtrach Zuschauer: 2.200 |

| 18. September 2018 19:45 Uhr | GCK Lions F. Berni (48:44) | 1:7 (0:2, 0:4, 1:1) Spielbericht | HC Davos A. Ambühl (1:29) M. Wieser (6:51) P. Lindgren (24:48) F. Du Bois (27:12) I. Pestoni (36:41) F. Du Bois (37:38) D. Wieser (43:14) | Kunsteisbahn Küsnacht, Küsnacht Zuschauer: 1.105 |

| 18. September 2018 20:00 Uhr | HC Ajoie J. Hazen (22:44) P.-M. Devos (28:23) | 2:7 (0:3, 2:2, 0:2) Spielbericht | Lausanne HC C. Bertschy (3:41) D. Jeffrey (6:16) J. Vermin (7:23) D. Trutmann (23:05) C. Bertschy (33:57) R. Ķēniņš (46:25) C. Bertschy (59:23) | Patinoire du Voyeboeuf, Pruntrut Zuschauer: 1.104 |

| 18. September 2018 20:00 Uhr | HC Thurgau | 0:5 (0:2, 0:2, 0:1) Spielbericht | HC Ambrì-Piotta J. Kneubuehler (4:47) D. Kubalík (17:29) D. Kubalík (31:06) J. Kneubuehler (34:18) N. Trisconi (55:34) | Güttingersreuti, Weinfelden Zuschauer: 1.565 |

| 18. September 2018 20:00 Uhr | EHC Winterthur J. Allevi (44:45) | 1:4 (0:3, 0:1, 1:0) Spielbericht | EV Zug M. Zryd (5:28) F. Schnyder (5:48) V. Oejdemark (19:32) F. Schnyder (38:09) | Zielbau Arena, Winterthur Zuschauer: 1.185 |

| 18. September 2018 20:15 Uhr | EHC Basel/KLH | 0:6 (0:2, 0:2, 0:2) Spielbericht | SCL Tigers R. Kuonen (5:02) F. Lardi (12:41) C. DiDomenico (21:32) C. DiDomenico (25:09) E. Elo (43:15) P. Berger (46:41) | St. Jakob-Arena, Basel Zuschauer: 1.734 |

| 19. September 2018 19:45 Uhr | HC Sierre R. Rimann (2:33) G. Gauthier (58:17) | 2:7 (1:2, 0:3, 1:2) Spielbericht | Fribourg-Gottéron K. Mottet (12:59) L. Lhotak (19:13) J. Sprunger (26:55) M. Birner (29:28) K. Mottet (33:56) M. Birner (50:50) J. Sprunger (52:21) | Patinoire de Graben, Siders Zuschauer: 3.023 |

| 19. September 2018 19:45 Uhr | Star Forward | 0:8 (0:2, 0:5, 0:1) Spielbericht | EHC Biel T. Rajala (7:06) J. Neuenschwander (9:28) M.-A. Pouliot (20:34) M. Pedretti (27:13) M. Dufner (34:10) M.-A. Pouliot (35:51) J. Neuenschwander (38:32) D. Riat (48:54) | Patinoire des Eaux-Minérales, Morges Zuschauer: 510 |

| 19. September 2018 19:45 Uhr | Hockey Huttwil M. Gurtner (49:24) | 1:8 (0:0, 0:4, 1:4) Spielbericht | HC Lugano M. Lapierre (21:40) A. Bertaggia (23:29) G. Morini (29:44) L. Vedova (39:43) L. Fazzini (48:51) G. Morini (52:58) J. Walker (56:11) A. Chiesa (58:07) | Campus Perspektiven, Huttwil Zuschauer: 1.381 |

| 19. September 2018 19:45 Uhr | EVZ Academy P. Widerström (50:15) J. Elsener (62:43) | 2:1 n. V. (0:0, 0:1, 1:0, 1:0) Spielbericht | SC Langenthal T. Gerber (38:59) | Bossard Arena, Zug Zuschauer: 402 |

| 19. September 2018 19:45 Uhr | EHC Bülach A. Lemm (21:38) A. Lemm (25:28) | 2:3 (0:1, 2:1, 0:1) Spielbericht | ZSC Lions M. Noreau (17:43) F. Herzog (23:35) F. Herzog (58:15) | Sportzentrum Hirslen, Bülach Zuschauer: 2.048 |

| 19. September 2018 20:00 Uhr | EHC Thun J. Reymondin (2:54) Y. Gugelmann (42:29) J. Reymondin (53:48) | 3:6 (1:0, 0:3, 2:3) Spielbericht | EHC Olten S. Mäder (22:41) C. Hohmann (28:40) B. Gervais (33:01) R. Gerber (46:15) D. Schwarzenbach (52:35) D. Muller (54:05) | Kunsteisbahn Grabengut, Thun Zuschauer: 701 |

| 19. September 2018 20:00 Uhr | EHC Dübendorf | 0:5 (0:2, 0:1, 0:1) Spielbericht | SC Rapperswil-Jona Lakers D. Knelsen (13:26) K. Schweri (14:43) C. Wellman (26:28) M. Ness (42:46) C. Casutt (44:39) | Kunsteisbahn Im Chreis, Dübendorf Zuschauer: 1.731 |

| 19. September 2018 20:00 Uhr | SC Rheintal | 0:13 (0:2, 0:4, 0:7) Spielbericht | EHC Kloten J. Füglister (9:00) J. Füglister (18:31) E. Krakauskas (21:50) R. MacMurchy (22:47) R. Lemm (31:57) R. MacMurchy (33:22) M. Marchon (40:40) M. Marchon (41:40) F. Sutter (43:35) E. Krakauskas (43:43) M. Marchon (44:17) R. Knellwolf (48:36) F. Sutter (54:57) | Sportanlage Aegeten Rheintal, Widnau Zuschauer: 1.510 |

## Achtelfinal
Ab dem Achtelfinal konnte jede Mannschaft auf jede andere Mannschaft treffen. Die Begegnungen wurden am 20. September 2018 nach Beendigung der ersten Runde ausgelost. Das unterklassige Team hatte Heimvorteil, bei gleicher Ligazugehörigkeit entschied das Los. Die Spiele fanden am 20. und 21. Oktober 2018 statt.
| 20. Oktober 2018 20:00 Uhr | HC Lugano J. Walker (1:23) S. Reuille (9:33) R. Sannitz (44:24) | 3:4 (2:2, 0:0, 1:2) Spielbericht | EV Zug S. Senteler (0:53) D. Simion (19:43) C. Klingberg (40:55) D. Simion (55:23) | Cornèr Arena, Porza Zuschauer: 3.408 |

| 21. Oktober 2018 13:30 Uhr | EHC Kloten T. Monnet (15:55) M. Lehmann (29:28) A. Bircher (34:32) J. Füglister (35:24) | 4:3 (1:3, 3:0, 0:0) Spielbericht | EHC Biel J. Fuchs (2:58) J. Fuchs (6:10) D. Brunner (8:49) | Swiss Arena, Kloten Zuschauer: 4.188 |

| 21. Oktober 2018 13:30 Uhr | SCL Tigers M. Johansson (4:53) R. Kuonen (12:01) A. Gagnon (20:20) P. Berger (36:31) A. Huguenin (50:16) | 5:3 (2:1, 2:1, 1:1) Spielbericht | ZSC Lions J. Bachofner (49:16) P. Baltisberger (20:34) S. Blindenbacher (58:53) | Ilfishalle, Langnau Zuschauer: 5.412 |

| 21. Oktober 2018 13:30 Uhr | EHC Olten D. Eigenmann (39:05) | 1:3 (0:1, 1:1, 0:1) Spielbericht | SC Rapperswil-Jona Lakers C. Hüsler (13:16) D. Knelsen (36:11) J. Mosimann (57:02) | Eisbahn Kleinholz, Olten Zuschauer: 3.213 |

| 21. Oktober 2018 13:30 Uhr | SC Bern A. Almqvist (28:08) T. Rüfenacht (17:20) T. Scherwey (34:50) T. Scherwey (47:00) M. Arcobello (55:32) T. Scherwey (58:48) | 6:1 (2:0, 1:1, 3:0) Spielbericht | Fribourg-Gottéron J. Holøs (30:57) | PostFinance-Arena, Bern Zuschauer: 7.543 |

| 21. Oktober 2018 13:30 Uhr | HC La Chaux-de-Fonds A. Hasani (48:30) | 1:3 (0:1, 0:1, 1:1) Spielbericht | HC Davos T. Kessler (13:35) I. Pestoni (37:50) M. Wieser (49:46) | Patinoire des Mélèzes, La Chaux-de-Fonds Zuschauer: 3.530 |

| 21. Oktober 2018 13:30 Uhr | HC Ambrì-Piotta D. Kubalík (1:39) J. Novotný (57:04) P. Incir (59:13) | 3:1 (1:1, 0:0, 2:0) Spielbericht | Lausanne HC Y. Herren (5:58) | Pista la Valascia, Ambrì Zuschauer: 3.981 |

| 21. Oktober 2018 15:45 Uhr | EVZ Academy V. Oejdemark (55:45) | 1:6 (0:2, 0:1, 1:3) Spielbericht | Genève-Servette HC J. Mercier (0:39) J. Fransson (6:47) F. Douay (32:10) A. Jacquemet (53:01) K. Romy (58:31) E. Berthon (59:58) | Bossard Arena, Zug Zuschauer: 1.720 |

## Viertelfinal
Die Viertelfinalspiele fanden am 27. November 2018 statt. Die Auslosung fand im Anschluss an die Achtelfinalspiele statt.
| 27. November 2018 19:45 Uhr | HC Davos D. Meyer (14:41) M. Wieser (18:59) J. Payr (49:40) | 3:4 n. V. (2:2, 0:1, 1:0, 0:1) Spielbericht | SC Rapperswil-Jona Lakers C. Wellman (9:21) C. Hüsler (10:55) D. Kristo (21:42) A. Spiller (61:24) | Vaillant Arena, Davos Zuschauer: 2.689 |

| 27. November 2018 19:45 Uhr | EHC Kloten A. Wetli (12:06) R. Lemm (25:03) R. Lemm (30:50) | 3:4 (1:1, 2:0, 0:3) Spielbericht | EV Zug C. Klingberg (5:59) S. Alatalo (40:47) S. Alatalo (46:08) J. Zgraggen (58:13) | Swiss Arena, Kloten Zuschauer: 5.009 |

| 27. November 2018 19:45 Uhr | SCL Tigers H. Pesonen (23:02) L. Leeger (32:13) A. Glauser (36:19) M. Johansson (48:10) A. Huguenin (54:20) | 5:4 (0:2, 3:2, 2:0) Spielbericht | Genève-Servette HC T. Wingels (6:04) D. Rubin (11:04) T. Bozon (28:12) E. Antonietti (33:23) | Ilfishalle, Langnau Zuschauer: 5.074 |

| 27. November 2018 19:45 Uhr | SC Bern Z. Boychuk (14:43) Z. Boychuk (19:14) J. Muršak (20:05) T. Scherwey (58:12) T. Scherwey (58:57) A. Ebbett (59:33) | 6:4 (2:1, 1:2, 3:1) Spielbericht | HC Ambrì-Piotta J. Novotný (17:09) N. Plastino (35:14) D. Kubalík (39:36) M. Müller (43:36) | PostFinance-Arena, Bern Zuschauer: 6.312 |

## Halbfinal
Die Halbfinalspiele fanden am 19. Dezember 2018 statt. Die Auslosung des Heimrechts im Final fand im Anschluss an die Halbfinalpartie SC Bern gegen den EV Zug statt.
| 19. Dezember 2018 19:45 Uhr | SC Rapperswil-Jona Lakers C. Casutt (0:57) R. Schlagenhauf (12:24) J. Gähler (52:24) | 3:2 (2:0, 0:1, 1:1) Spielbericht | SCL Tigers P. Berger (29:34) A. Dostoinov (51:27) | St. Galler Kantonalbank Arena, Rapperswil-Jona Zuschauer: 4.513 |

| 19. Dezember 2018 19:45 Uhr | SC Bern E. Blum (29:57) Z. Boychuk (36:09) | 2:3 n. P. (0:0, 2:1, 0:1, 0:0, 0:1) Spielbericht | EV Zug D. Simion (28:17) Y.-L. Albrecht (52:49) S. Senteler (PS) | PostFinance-Arena, Bern Zuschauer: 9.821 |

## Final
Die SCRJ Lakers genossen im Final Heimrecht.
| 3. Februar 2019 14:45 Uhr | SC Rapperswil-Jona Lakers K. Clark (31:31) | 1:5 (0:3, 1:0, 0:2) Spielbericht | EV Zug L. Martschini (3:16) D. Everberg (11:34) D. Lammer (17:53) R. Suri (55:52) Y.-L. Albrecht (58:08) | St. Galler Kantonalbank Arena, Rapperswil-Jona Zuschauer: 6.100 |